# Beauregard, Mississippi
Beauregard là một thành phố thuộc quận Copiah, tiểu bang Mississippi, Hoa Kỳ. Năm 2010, dân số của thành phố này là 326 người.

## Dân số
- Dân số năm 2000: 265 người.
- Dân số năm 2010: 326 người.